# Olia Chain
Olia Chain är en bergskedja i Australien. Den ligger i territoriet Northern Territory, omkring 1 400 kilometer söder om territoriets huvudstad Darwin.
Omgivningarna runt Olia Chain är i huvudsak ett öppet busklandskap. Trakten runt Olia Chain är nära nog obefolkad, med mindre än två invånare per kvadratkilometer. Genomsnittlig årsnederbörd är 337 millimeter. Den regnigaste månaden är februari, med i genomsnitt 85 mm nederbörd, och den torraste är juli, med 2 mm nederbörd.